# Promethea (komiks)
Promethea – amerykańska seria komiksowa autorstwa angielskiego scenarzysty Alana Moore'a oraz amerykańskich rysowników: J. H. Williamsa III i  Micka Graya, wydawana w formie 32 zeszytów od sierpnia 1999 do kwietnia 2005 przez DC Comics (w ramach imprintu America's Best Comics). Po polsku serię w całości opublikowało wydawnictwo Egmont Polska w 2019–2020 w trzech zbiorczych tomach.

## Fabuła
Akcja serii, utrzymanej w konwencji fantasy, rozpoczyna się w V wieku n.e. w Egipcie. Chrześcijańskie bojówki mordują ostatniego strażnika dawnej wiedzy. Z pogromu ratuje się tylko jego córka Promethea dzięki pomocy dwoistego boga Thota-Hermesa, który zabiera ją do niematerialnego świata i gwarantuje, że dziewczyna przetrwa jako wieczna opowieść. Akcja przenosi się do Nowego Jorku w 1999 roku. Studentka Sophie Bangs przygotowuje pracę semestralną o zagadkowej Promethei, której postać pojawiała się w dziełach literackich i kulturze popularnej na przestrzeni wieków. Sophie przeprowadza wywiad z niejaką Barbarą Shelley, mającą wiedzę na temat Promethei. Okazuje się, że Barbara jest jej wcieleniem, a Sophie, wplątana w wir niewiarygodnych magicznych wydarzeń, staje się kolejnym uosobieniem Promethei jako uczestniczka walki między siłami światła i ciemności.

## Tomy zbiorcze
| Tom | Tytuł i rok wydania polskiego | Tytuł i rok wydania oryginalnego | Zawartość        |
| --- | ----------------------------- | -------------------------------- | ---------------- |
| 1   | Promethea – Księga 1 (2019)   | Absolute Promethea Book 1 (2009) | Promethea #1–12  |
| 2   | Promethea – Księga 2 (2019)   | Absolute Promethea Book 2 (2010) | Promethea #13–23 |
| 3   | Promethea – Księga 3 (2020)   | Absolute Promethea Book 3 (2011) | Promethea #24–32 |